# Plateau du Four
Le plateau du Four est un haut-fond rocheux de l'océan Atlantique, situé au large du Croisic et de La Turballe, deux communes du département de la Loire-Atlantique.
La richesse écologique qu'il présente a justifié son intégration au réseau Natura 2000.
Il concentre des intérêts économiques, liés à la pêche professionnelle, ainsi que touristiques.

## Description
Le plateau du Four est une plate-forme littorale peu profonde constituée de grès à ciment calcaire et limitée par un talus vertical. Il est situé à 4 milles nautiques de la côte. Sa localisation dans une zone sous influence des eaux et courants provenant des estuaires de la Loire et de la Vilaine justifie la colonisation d’algues de type Saccorhiza polysichides et le développement d'une faune suspensivore conséquente.
Il accueille un phare dont la construction s’est achevée en 1821. Celui-ci fait l’objet d’une inscription auprès des monuments historiques par arrêté du 29 novembre 2011 et a été classé par arrêté du 3 octobre 2012.

### Le phare
Le phare du plateau du Four est codifié sur les cartes marines FI 5s 23m 19M ce qui signifie que :
- c'est un feu blanc ;
- c'est un feu à éclats (FI) ;
- la fréquence est de 5 secondes (5s) ;
- son élévation est de 23 mètres (information utile pour mesurer la distance avec un sextant) ((hauteur x 1.86)/ angle lu sur le sextant) (23m) ;
- la portée est de 19 nautiques (19M)[5].

Le plateau du Four bénéficie d’une riche faune marine qui attire les pêcheurs professionnels du Croisic et de La Turballe. On y trouve en abondance des crustacés, des coquilles Saint-Jacques (Pecten maximus), des maquereaux communs, (Scomber scombrus), des bars communs (Dicentrarchus labrax), des merlans (Merlangius merlangus) et des encornets.
L’abondance de la faune explique également le développement de la pêche récréative sur la zone. Les espèces concernées sont représentées, outre par les poissons bleus et les encornets, par le colin, la daurade ou la vieille. Ce type d’activité regroupe les pêches non professionnelles de type promenade ou sportive ; la plongée sous-marine avec scaphandre autonome  s’est également développée en raison de la limpidité des eaux.

## Environnement
Deux habitats ont justifié le classement par le réseau Natura 2000, les récifs et les « bancs de sable à faible couverture permanente d'eau marine ». Deux espèces de mammifères ont également retenu l’attention du réseau, le Marsouin commun (Phocoena phocoena) et le Grand dauphin (Tursiops truncatus).
Le site a été désigné par le réseau en octobre 2008 et a fait l’objet d’un premier comité de pilotage installé par le préfet maritime en octobre 2009. La mise en œuvre du plan d’action a été lancé officiellement le 15 décembre 2014 par la préfecture maritime de l’Atlantique.

## Histoire
Le lendemain de la bataille des Cardinaux, le 21 novembre 1759, le HMS Resolution, vaisseau de ligne de 3e rang de 74 canons de la Royal Navy britannique, s’échoue et démâte sur le plateau du Four. L'Essex, qui tente de lui porter secours, s’ouvre à son tour sur le Four.
Le 20 septembre 1793, c’est l’Hermione — frégate de 12 (en référence au calibre de ses canons) portant 26 canons de 12 livres et 6 canons supplémentaires de 6 livres — qui s’échoue sur le plateau. Une campagne de fouilles archéologiques entreprise au cours de l'été 2005 a permis de récupérer plusieurs objets, dont une partie du gouvernail, et de remonter l'ancre de quatre mètres de long et pesant une tonne et demie.

Navires échoués sur le plateau au XVIIIe siècle (sélection).
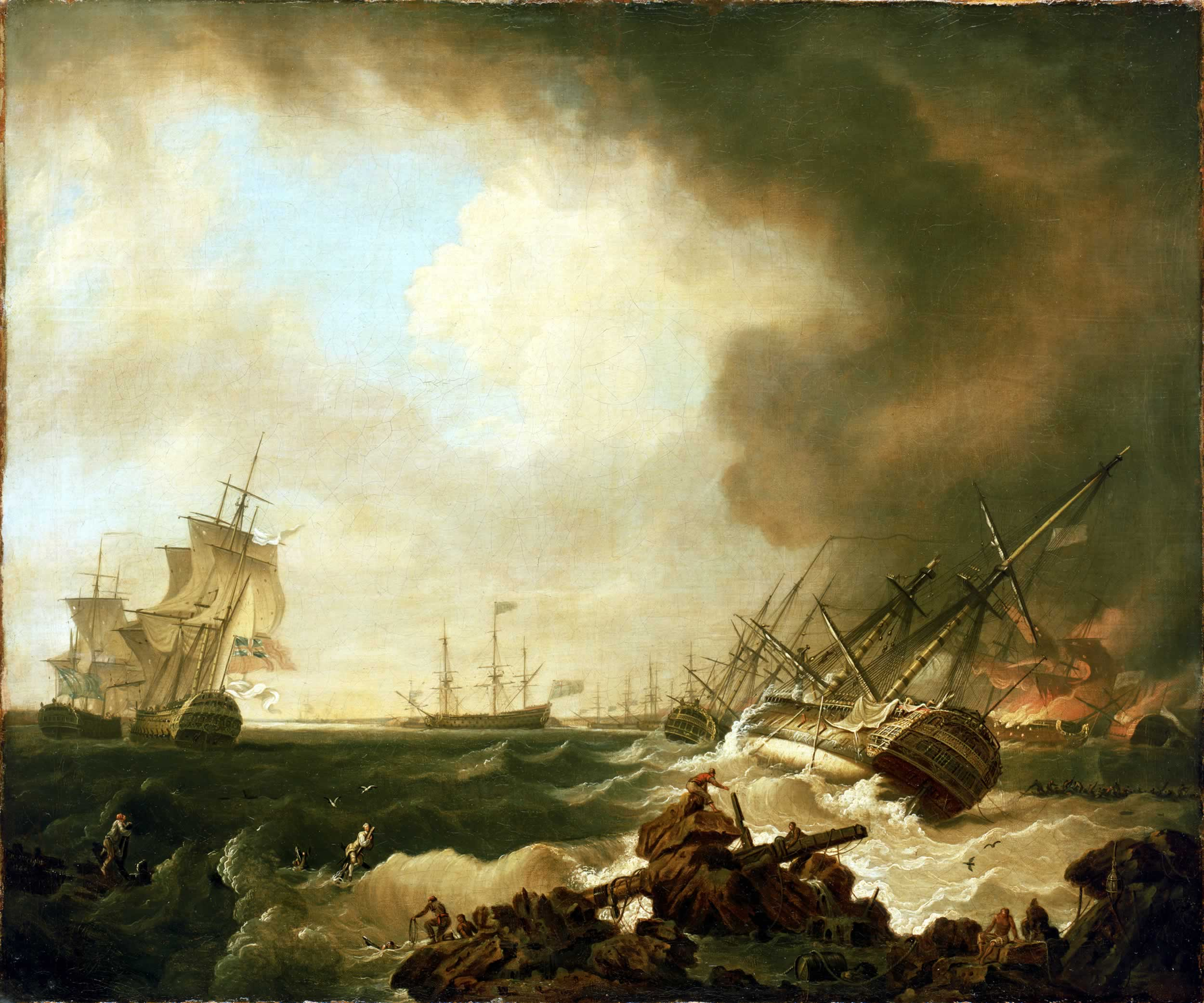
Le HMS Resolution sur son flanc au premier plan.
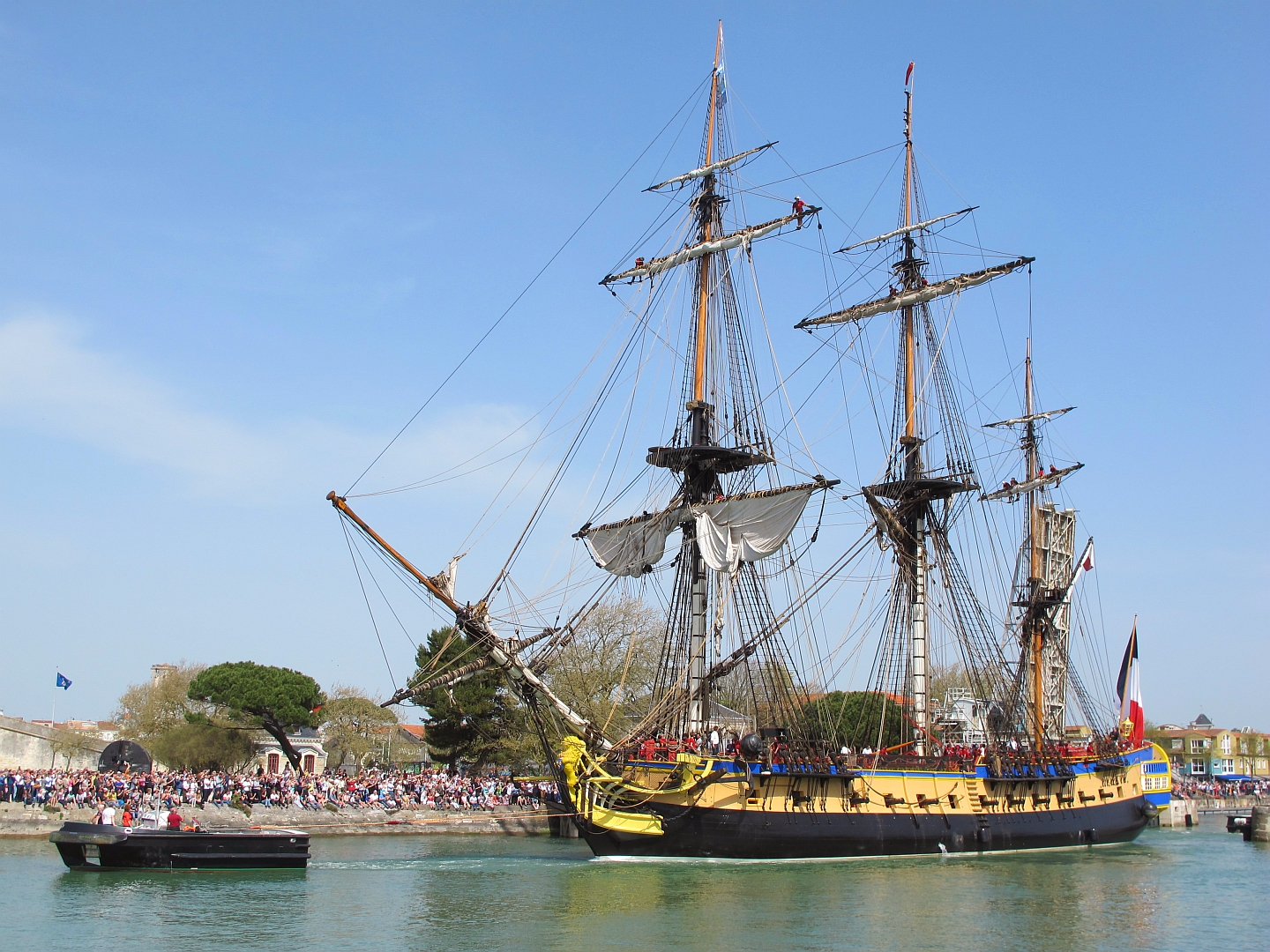
Reconstitution contemporaine (2015) de l'Hermione.